# 5728 Umbertobenvenuti
Az 5728 Umbertobenvenuti (ideiglenes jelöléssel (5728) 1988 BJ4) a Naprendszer kisbolygóövében található aszteroida. Henri Debehogne fedezte fel 1988. január 20-án.